# Marius Høibråten
Marius Christopher Høibråten (ur. 23 stycznia 1995 w Oslo) – norweski piłkarz występujący na pozycji środkowego obrońcy w norweskim klubie FK Bodø/Glimt.

## Kariera klubowa

### Lillestrøm SK
W 2009 roku dołączył do akademii Lillestrøm SK. W 2011 roku został przesunięty do pierwszego zespołu. Zadebiutował 1 maja 2011 w meczu Pucharu Norwegii przeciwko Funnefoss/Vormsund IL (0:3). W Eliteserien zadebiutował 27 listopada 2011 w meczu przeciwko Fredrikstad FK (0:0).

### Strømmen IF
31 sierpnia 2012 został wysłany na wypożyczenie do klubu Strømmen IF. Zadebiutował 9 września 2012 w meczu OBOS-ligaen przeciwko Hamarkameratene (0:4). Pierwszą bramkę zdobył 11 listopada 2012 w meczu ligowym przeciwko Ranheim Fotball (1:2).

### Strømsgodset IF
1 stycznia 2014 podpisał kontrakt z drużyną Strømsgodset IF. Zadebiutował 30 marca 2014 w meczu Eliteserien przeciwko IK Start (4:2). Pierwszą bramkę zdobył 21 kwietnia 2014 w meczu ligowym przeciwko Sogndal Fotball (1:3). 16 lipca 2014 zadebiutował w kwalifikacjach do Ligi Mistrzów UEFA w meczu przeciwko FCSB (0:1). W sezonie 2015 jego drużyna zajęła drugie miejsce w tabeli i zdobyła wicemistrzostwo Norwegii.

### Sandefjord Fotball
15 sierpnia 2018 przeszedł do zespołu Sandefjord Fotball. Zadebiutował 19 sierpnia 2018 w meczu Eliteserien przeciwko Ranheim Fotball (1:1). W sezonie 2018 jego drużyna zajęła ostatnie miejsce w tabeli i spadła do niższej ligi. W OBOS-ligaen zadebiutował 31 marca 2019 w meczu przeciwko KFUM-Kameratene Oslo (1:0). Pierwszą bramkę zdobył 27 kwietnia 2019 w meczu ligowym przeciwko IK Start (2:2). W sezonie 2019 jego zespół zajął drugie miejsce w tabeli i awansował do Eliteserien.

### FK Bodø/Glimt
27 maja 2020 podpisał trzyletni kontrakt z klubem FK Bodø/Glimt. Zadebiutował 16 czerwca 2020 w meczu Eliteserien przeciwko Viking FK (2:4). Pierwszą bramkę zdobył 1 lipca 2020 w meczu ligowym przeciwko Odds BK (0:4). 27 sierpnia 2020 zadebiutował w kwalifikacjach do Ligi Europy UEFA w meczu przeciwko FK Kauno Žalgiris (6:1). W sezonie 2020 jego drużyna zajęła pierwsze miejsce w tabeli i zdobyła mistrzostwo Norwegii. 16 września 2021 zadebiutował w fazie grupowej Ligi Konferencji Europy UEFA w meczu przeciwko Zorii Ługańsk (3:1).

## Statystyki
(aktualne na dzień 21 września 2021)
| Klub               | Sezon              | Liga               | Liga  | Liga   | Puchar kraju | Puchar kraju | Europa | Europa | Suma  | Suma   |
| Klub               | Sezon              | Liga               | Mecze | Bramki | Mecze        | Bramki       | Mecze  | Bramki | Mecze | Bramki |
| ------------------ | ------------------ | ------------------ | ----- | ------ | ------------ | ------------ | ------ | ------ | ----- | ------ |
| Lillestrøm SK      | 2011               | Eliteserien        | 1     | 0      | 1            | 0            | –      | –      | 2     | 0      |
| Lillestrøm SK      | 2012               | Eliteserien        | 0     | 0      | 0            | 0            | –      | –      | 0     | 0      |
| Lillestrøm SK      | 2013               | Eliteserien        | 10    | 0      | 2            | 0            | –      | –      | 12    | 0      |
| Lillestrøm SK      | Ogólnie            | Ogólnie            | 11    | 0      | 3            | 0            | 0      | 0      | 14    | 0      |
| Strømmen IF (wyp.) | 2012               | OBOS-ligaen        | 10    | 1      | 0            | 0            | –      | –      | 10    | 1      |
| Strømmen IF (wyp.) | Ogólnie            | Ogólnie            | 10    | 1      | 0            | 0            | 0      | 0      | 10    | 1      |
| Strømsgodset IF    | 2014               | Eliteserien        | 16    | 1      | 3            | 0            | 2      | 0      | 21    | 1      |
| Strømsgodset IF    | 2015               | Eliteserien        | 15    | 0      | 3            | 0            | 3      | 0      | 21    | 0      |
| Strømsgodset IF    | 2016               | Eliteserien        | 16    | 0      | 5            | 0            | 0      | 0      | 21    | 0      |
| Strømsgodset IF    | 2017               | Eliteserien        | 22    | 0      | 1            | 0            | –      | –      | 23    | 0      |
| Strømsgodset IF    | 2018               | Eliteserien        | 13    | 0      | 0            | 0            | –      | –      | 13    | 0      |
| Strømsgodset IF    | Ogólnie            | Ogólnie            | 82    | 1      | 12           | 0            | 5      | 0      | 99    | 1      |
| Sandefjord Fotball | 2018               | Eliteserien        | 12    | 0      | 0            | 0            | –      | –      | 12    | 0      |
| Sandefjord Fotball | 2019               | OBOS-ligaen        | 27    | 3      | 2            | 0            | –      | –      | 29    | 3      |
| Sandefjord Fotball | Ogólnie            | Ogólnie            | 39    | 3      | 2            | 0            | 0      | 0      | 41    | 3      |
| FK Bodø/Glimt      | 2020               | Eliteserien        | 29    | 1      | 0            | 0            | 2      | 0      | 31    | 1      |
| FK Bodø/Glimt      | 2021               | Eliteserien        | 16    | 1      | 1            | 0            | 7      | 0      | 24    | 1      |
| FK Bodø/Glimt      | Ogólnie            | Ogólnie            | 45    | 2      | 1            | 0            | 9      | 0      | 55    | 2      |
| Ogólnie w karierze | Ogólnie w karierze | Ogólnie w karierze | 187   | 7      | 18           | 0            | 14     | 0      | 219   | 7      |

## Sukcesy

### Strømsgodset IF
- Wicemistrzostwo Norwegii (1×): 2015

### Sandefjord Fotball
- Wicemistrzostwo OBOS-ligaen (1×): 2019

### FK Bodø/Glimt
- Mistrzostwo Norwegii (1×): 2020